# Alessandro Roia
Alessandro Roia (Roma, 4 giugno 1978) è un attore italiano.

## Biografia
Termina nel 2004 gli studi presso il Centro sperimentale di cinematografia. È diventato famoso come coprotagonista di Romanzo criminale - La serie (2008), miniserie televisiva ispirata alla vera storia della banda della Magliana, nel ruolo del Dandi. Nel 2009 è sul grande schermo con Feisbum - Il film, pellicola in otto episodi ispirata al social network Facebook. L'anno successivo è tra i protagonisti di Tutto l'amore del mondo, regia di Riccardo Grandi. Nel 2011 è Bruno, il protagonista di L'erede - The Heir, un film noir di Michael Zampino con Guia Jelo e Tresy Taddei, distribuito da Iris Film Distribution.
Nel 2012 è sul grande schermo prima con una partecipazione amichevole nel film di Ferzan Özpetek Magnifica presenza, a seguire come protagonista del film di Carlo Virzì I più grandi di tutti dove interpreta la parte di Loris, batterista della band Pluto. In seguito indossa le vesti di poliziotto nel film di Daniele Vicari Diaz - Don't Clean Up This Blood, pellicola che racconta cosa accadde nella scuola Diaz di Genova a fine del G8. Non soltanto cinema ma anche televisione: è protagonista, insieme a Cristiana Capotondi, della miniserie  per la Rai L'olimpiade nascosta di Alfredo Peyretti e interpreta il ruolo del calciatore del Torino Luigi Meroni in La farfalla granata (2013).
A teatro, nella stagione 2012-2013, interpreta il monologo "Misterman" dello scrittore irlandese Enda Walsh, per la regia di Luca Ricci. Insieme a Giampaolo Morelli, è il protagonista del film dei Manetti Bros Song'e Napule, per il quale riceve la candidatura al Nastro d'argento e al Globo d'oro come migliore attore protagonista. Nel 2015 interpreta la serie TV È arrivata la felicità, al fianco di Claudio Santamaria. Nel 2021 interpreta il politico Giorgio Caron, innamorato di Eva Kant e principale antagonista del film Diabolik, dei Manetti Bros. Per una parte della sua vita Alessandro ha cambiato il cognome in "Roja" per omaggiare il nome di famiglia originale, per poi tornare a "Roia" nel 2020 a causa di troppi problemi burocratici. Nel 2022 è l’ideatore della serie di Sky Il grande gioco, e nello stesso anno partecipa alla fiction Non mi lasciare. Il 30 novembre 2023 esce il suo primo film da regista e sceneggiatore, Con la grazia di un Dio.

### Vita privata
Nel giugno 2013 ha sposato l'imprenditrice Claudia Ranieri, figlia dell'allenatore di calcio Claudio Ranieri. La coppia ha due figli: Orlando (nato nel novembre 2014) e Dorotea (nata nell'aprile 2019).

## Filmografia

### Attore

#### Cinema
- Tutta la vita davanti, regia di Paolo Virzì (2008)
- Lotta, regia di Daniele Anzellotti (2008) – cortometraggio
- Indian Dream, episodio di Feisbum - Il film, regia di Laura Luchetti (2009)
- Repeat I Stepped in Shit with My Flip Flop, regia di Emanuele Cova (2009) – cortometraggio
- Tutto l'amore del mondo, regia di Riccardo Grandi (2010)
- L'erede - The Heir, regia di Michael Zampino (2011)
- I più grandi di tutti, regia di Carlo Virzì (2011)
- Magnifica presenza, regia di Ferzan Özpetek (2012)
- Diaz - Don't Clean Up This Blood, regia di Daniele Vicari (2012)
- 18 m², regia di Andrea Ferrante, Fernanda Gutierrez, Davide Potente, Lorenzo Terenzi, Elisabetta Viganò (2013) – cortometraggio
- Song'e Napule, regia dei Manetti Bros. (2014)
- Solo per il weekend, regia di Director Kobayashi (2015)
- L'ora legale, regia di Ficarra e Picone (2017)
- The End? L'inferno fuori, regia di Daniele Misischia (2017)
- Sono tornato, regia di Luca Miniero (2018)
- Restiamo amici, regia di Antonello Grimaldi (2018)
- Ma cosa ci dice il cervello, regia di Riccardo Milani (2019)
- Si muore solo da vivi, regia di Alberto Rizzi (2020)
- Diabolik, regia dei Manetti Bros. (2021)
- ...altrimenti ci arrabbiamo!, regia degli YouNuts! (2022)

#### Televisione
- Incantesimo – soap opera, 25 episodi (2004-2005)
- Distretto di Polizia 5, regia di Lucio Gaudino - serie TV, episodio 5x22 (2005)
- Don Matteo – serie TV, episodio 6x06 (2008)
- Crimini – serie TV, episodio 2x05 (2010)
- Romanzo criminale - La serie – serie TV, 22 episodi (2008-2010)
- Un due tre stella – programma TV, 8 puntate (2012)
- L'olimpiade nascosta, regia di Alfredo Peyretti – miniserie TV (2012)
- La farfalla granata, regia di Paolo Poeti – film TV (2013)
- 1992 – serie TV, 9 episodi (2015)
- È arrivata la felicità – serie TV, 42 episodi (2015, 2018)
- Di padre in figlia – miniserie TV, puntate 02-03-04 (2017)
- Tutto può succedere – serie TV, episodio 2x26 (2017)
- La Compagnia del Cigno – serie TV, 24 episodi (2019-2021)
- Purché finisca bene - Mai scherzare con le stelle, regia di Matteo Oleotto – film TV (2020)
- Non mi lasciare – serie TV, 8 episodi (2022)

#### Videoclip
- Chiara - Il rimedio la vita e la cura (2014)
- Emma - Luci blu (2020)

### Regista e sceneggiatore

#### Cinema
- Con la grazia di un Dio (2023)

## Teatro
- Misterman, regia di Luca Ricci (2012)
- So' l'enimmista, regia di Alessandro Celli (2010)

## Doppiaggio
- Fink ne Il robot selvaggio

## Riconoscimenti
- Globo d'oro
  - 2014 – Candidatura al miglior attore per Song'e Napule[6]

- Nastro d'argento
  - 2014 – Miglior attore di cortometraggio per La fuga[7]
  - 2014 – Candidatura al miglior attore protagonista per Song'e Napule[8]